# Ivan Boukavchine
Ivan Aleksandrovitch Boukavchine (en russe : Иван Александрович Букавшин), né le 13 mai 1995 à Rostov-sur-le-Don et mort le 12 janvier 2016 à Togliatti, est un joueur d'échecs russe.

## Biographie
Grand maître international depuis 2011 (à seize ans), il remporte le championnat d'Europe d'échecs de la jeunesse en 2006 (moins de douze ans), 2008 (moins de quatorze ans) et 2010 (moins de seize ans). Il finit troisième du championnat du monde d'échecs de la jeunesse en 2010 (moins de seize ans). Il est premier ex æquo du mémorial Tchigorine à Saint-Pétersbourg en 2013 et 2014. En 2015, il termine troisième de l'open Aeroflot à Moscou et participe à la superfinale du championnat de Russie d'échecs.
Au 1er septembre 2015, Boukavchine est le no 5 junior et le 93e joueur mondial avec un classement Elo de 2 657.

## Décès
Ivan Boukavchine meurt le 12 janvier 2016 à l'âge de 20 ans d'un possible accident vasculaire cérébral,. Il a été cependant annoncé que sa mort est due a une overdose (ou un empoisonnement) de drotaverine (en),[réf. souhaitée].